# Mikkel Bech
Mikkel Bech, właśc. Mikkel Bech Jensen (ur. 31 sierpnia 1994 w Næstved) – duński żużlowiec.

## Życiorys
Sport żużlowy uprawia od 2007 roku. Pierwsze sukcesy na arenie międzynarodowej zaczął odnosić w 2011 r., zdobywając dwa srebrne medale: drużynowych mistrzostw świata juniorów (w Bałakowie) oraz drużynowych mistrzostw Europy juniorów (w Lendavie). Oprócz tego, zajął VII m. w finale indywidualnych mistrzostw Europy juniorów (w Lublanie). W 2012 r. po raz drugi zdobył srebrny medal drużynowych mistrzostw Europy juniorów (w Landshut), jak również zdobył brązowy medal indywidualnych mistrzostw świata juniorów (cykl 7 turniejów). Osiągnął również największy sukces w dotychczasowej karierze, zdobywając w Målilli złoty medal drużynowego Pucharu Świata. Finalista indywidualnych mistrzostw świata juniorów (2013 – VII miejsce). Złoty medalista drużynowych mistrzostw świata juniorów (Pardubice 2013).
Dwukrotny uczestnik turniejów o Grand Prix Danii, jako zawodnik z „dziką kartą” (2011 – XVI miejsce, 2012 – XIII miejsce).
W lidze polskiej reprezentant klubów: RKM Rybnik (2012) oraz ZKŻ Zielona Góra (2013).
W lidze brytyjskiej reprezentant klubów: Swindon Robins (2011), Plymouth Devils (2013) oraz Poole Pirates (2013).
Pod koniec 2020 r. ogłosił zakończenie kariery zawodniczej.

## Starty w Grand Prix (Indywidualnych Mistrzostwach Świata na Żużlu)

### Punkty w poszczególnych zawodachGrand Prix
| Sezon 2011                   |                       |                        |                         |                                |                                 |                                 |                      |                                 |                          |                                 |                   |         |         |         |         |         |         |         |         |         |         |        |        |        |        |        |        |        |        |        |        |        |        |
| GP Europy – Leszno           | GP Szwecji – Göteborg | GP Czech – Praga       | GP Danii – Kopenhaga    | GP Wielkiej Brytanii – Cardiff | GP Włoch – Terenzano            | GP Skandynawii – Målilla        | GP Polski – Toruń    | GP Nordyckie – Vojens           | GP Chorwacji – Gorican   | GP Polski – Gorzów Wielkopolski | miejsce           | miejsce | miejsce | miejsce | miejsce | miejsce | miejsce | miejsce | miejsce | miejsce | miejsce | punkty | punkty | punkty | punkty | punkty | punkty | punkty | punkty | punkty | punkty | punkty |        |
| –                            | –                     | –                      | 2                       | –                              | –                               | –                               | –                    | –                               | –                        | –                               | 24                | 24      | 24      | 24      | 24      | 24      | 24      | 24      | 24      | 24      | 24      | 2      | 2      | 2      | 2      | 2      | 2      | 2      | 2      | 2      | 2      | 2      |        |
| Sezon 2012                   |                       |                        |                         |                                |                                 |                                 |                      |                                 |                          |                                 |                   |         |         |         |         |         |         |         |         |         |         |        |        |        |        |        |        |        |        |        |        |        |        |
| GP Nowej Zelandii – Auckland | GP Europy – Leszno    | GP Czech – Praga       | GP Szwecji – Göteborg   | GP Danii – Kopenhaga           | GP Polski – Gorzów Wielkopolski | GP Chorwacji – Gorican          | GP Włoch – Terenzano | GP Wielkiej Brytanii – Cardiff  | GP Skandynawii – Målilla | GP Nordyckie – Vojens           | GP Polski – Toruń | miejsce | miejsce | miejsce | miejsce | miejsce | miejsce | miejsce | miejsce | miejsce | miejsce | punkty | punkty | punkty | punkty | punkty | punkty | punkty | punkty | punkty | punkty |        |        |
| –                            | –                     | –                      | –                       | 4                              | –                               | –                               | –                    | –                               | –                        | –                               | –                 | 26      | 26      | 26      | 26      | 26      | 26      | 26      | 26      | 26      | 26      | 4      | 4      | 4      | 4      | 4      | 4      | 4      | 4      | 4      | 4      |        |        |
| Sezon 2014                   |                       |                        |                         |                                |                                 |                                 |                      |                                 |                          |                                 |                   |         |         |         |         |         |         |         |         |         |         |        |        |        |        |        |        |        |        |        |        |        |        |
| GP Nowej Zelandii – Auckland | GP Europy – Bydgoszcz | GP Finlandii – Tampere | GP Czech – Praga        | GP Szwecji – Målilla           | GP Danii – Kopenhaga            | GP Wielkiej Brytanii – Cardiff  | GP Łotwy – Dyneburg  | GP Polski – Gorzów Wielkopolski | GP Nordyckie – Vojens    | GP Skandynawii – Solna          | GP Polski – Toruń | miejsce | miejsce | miejsce | miejsce | miejsce | miejsce | miejsce | miejsce | miejsce | miejsce | punkty | punkty | punkty | punkty | punkty | punkty | punkty | punkty | punkty | punkty |        |        |
| –                            | –                     | –                      | –                       | –                              | –                               | –                               | –                    | –                               | 7                        | –                               | –                 | 21      | 21      | 21      | 21      | 21      | 21      | 21      | 21      | 21      | 21      | 7      | 7      | 7      | 7      | 7      | 7      | 7      | 7      | 7      | 7      |        |        |
| Sezon 2018                   |                       |                        |                         |                                |                                 |                                 |                      |                                 |                          |                                 |                   |         |         |         |         |         |         |         |         |         |         |        |        |        |        |        |        |        |        |        |        |        |        |
| GP Polski – Warszawa         | GP Czech – Praga      | GP Danii – Horsens     | GP Szwecji – Hallstavik | GP Wielkiej Brytanii – Cardiff | GP Skandynawii – Målilla        | GP Polski – Gorzów Wielkopolski | GP Słowenii – Krško  | GP Niemiec – Teterow            | GP Polski – Toruń        | miejsce                         | miejsce           | miejsce | miejsce | miejsce | miejsce | miejsce | miejsce | miejsce | miejsce | miejsce | miejsce | punkty | punkty | punkty | punkty | punkty | punkty | punkty | punkty | punkty | punkty | punkty | punkty |
| –                            | –                     | 0                      | –                       | –                              | –                               | –                               | –                    | –                               | –                        | 33                              | 33                | 33      | 33      | 33      | 33      | 33      | 33      | 33      | 33      | 33      | 33      | 0      | 0      | 0      | 0      | 0      | 0      | 0      | 0      | 0      | 0      | 0      | 0      |

| Statystyki        | Statystyki |
| ----------------- | ---------- |
| Starty            | 4          |
| Zwycięstwa        | 0          |
| Miejsca na podium | 0          |
| Finalista         | 0          |
| Punkty            | 13         |